# 다카라촌 (야마나시현)
다카라촌(宝村)은 야마나시현 미나미쓰루군에 있던 촌이다. 현재의 쓰루시 북서부에 해당한다.

## 역사
- 1875년 1월 9일 - 쓰루군 2개 촌이 합병해 다카라촌이 성립하였다.
- 1878년 7월 1일 - 군구정촌편직법에 의해, 미나미쓰루군에 소속되었다.
- 1889년 7월 1일 - 정촌제 시행에 의해 다카라촌이 단독으로 지자체를 형성하였다.
- 1954년 4월 29일 - 야무라정, 모리사토촌, 가세이촌, 히가시카쓰라촌과 합병해 쓰루시가 성립하여, 동일 다카라촌은 폐지되었다.

## 참고문헌
- 角川日本地名大辞典 19 山梨県